# Santa Clarita
Santa Clarita est une ville américaine située dans le comté de Los Angeles, dans l'État de Californie. Avec une population estimée à 181 972 habitants en 2016, Santa Clarita est la troisième ville du comté et se trouve dans la vallée de Santa Clarita, juste au nord de la ville de Los Angeles (à environ 56 kilomètres de Downtown Los Angeles). Elle est l'un des meilleurs exemples des « edge cities », villes qui se sont beaucoup développées alors qu'elles étaient peu importantes il y a quelques dizaines d'années. Le FBI l'a noté comme la sixième ville la plus sûre d'Amérique avec au moins 100 000 habitants.[réf. nécessaire]

## Géographie
Santa Clarita fut incorporée en 1987 comme l'union de plusieurs communautés déjà existantes, dont Saugus (en), Valencia, Canyon Country, Newhall, et des parties de Castaic. Ses principales frontières sont la Golden State Freeway et l'autoroute de la vallée d'Antelope ; leur fusion sur Newhall Pass (en) au point le plus au sud de la cité donne à Santa Clarita sa forme triangulaire particulière sur la carte. Contrairement à de nombreuses autres cités « hybrides », les communautés de Santa Clarita ont gardé un degré d'autonomie considérable, si l'on considère le fait que quelques-unes d'entre elles − par exemple Valencia − sont souvent et faussement comprises comme étant des villes totalement séparées.

## Démographie
| Groupe            | Santa Clarita | Californie | États-Unis |
| ----------------- | ------------- | ---------- | ---------- |
| Blancs            | 70,9          | 57,6       | 72,4       |
| Autres            | 12,0          | 17,0       | 6,2        |
| Asiatiques        | 8,5           | 13,2       | 4,8        |
| Métis             | 4,7           | 4,9        | 2,9        |
| Noirs             | 3,2           | 6,2        | 12,6       |
| Amérindiens       | 0,6           | 1,0        | 0,9        |
| Océaniens         | 0,2           | 0,4        | 0,2        |
| Total             | 100,0         | 100,0      | 100,0      |
|                   |               |            |            |
| Latino-Américains | 29,5          | 37,6       | 16,3       |

Selon l'American Community Survey, pour la période 2011-2015, 69,52 % de la population âgée de plus de 5 ans déclare parler l'anglais à la maison, 20,79 % déclare parler l'espagnol, 2,84 % le tagalog, 0,90 % le coréen, 0,66 % une langue chinoise, 0,62 % l'arabe, 0,45 % l'arménien et 4,21 % une autre langue.
Le revenu par habitant était en moyenne de 35 317 dollars par an entre 2012 et 2016, au-dessus de la moyenne de la Californie (31 458 dollars), et à la moyenne nationale (29 829 dollars). Sur cette même période, 9,2 % des habitants de Santa Clarita vivaient sous le seuil de pauvreté (contre 14,3 % dans l'État et 12,7 % à l'échelle des États-Unis).
| 1950  | 1960   | 1970   | 1980   | 1990    | 2000    |
| ----- | ------ | ------ | ------ | ------- | ------- |
| 2 685 | 15 212 | 50 086 | 66 730 | 110 642 | 151 088 |

| 2010    | - | - | - | - | - |
| ------- | - | - | - | - | - |
| 176 320 | - | - | - | - | - |

## Culture
Les attractions les plus connues de Santa Clarita sont le parc d'attractions Six Flags Magic Mountain et la California Institute of the Arts (CalArts) ; les deux étant situés à Valencia.
La ville entourée de montagnes et principalement parcourue en voiture souffre d'une importante pollution. De nombreux incendies y naissent, comme en 2003 et en 2004.
La ville abrite les studios de tournage de la  série télévisée NCIS : Enquêtes spéciales.
Les séries télévisées Santa Clarita Diet et Atypical se déroulent dans la ville.

## Jumelages
- Tena (Équateur)
- Sariaya (Philippines)
- Matsudo (Japon)